# Поля Иалу

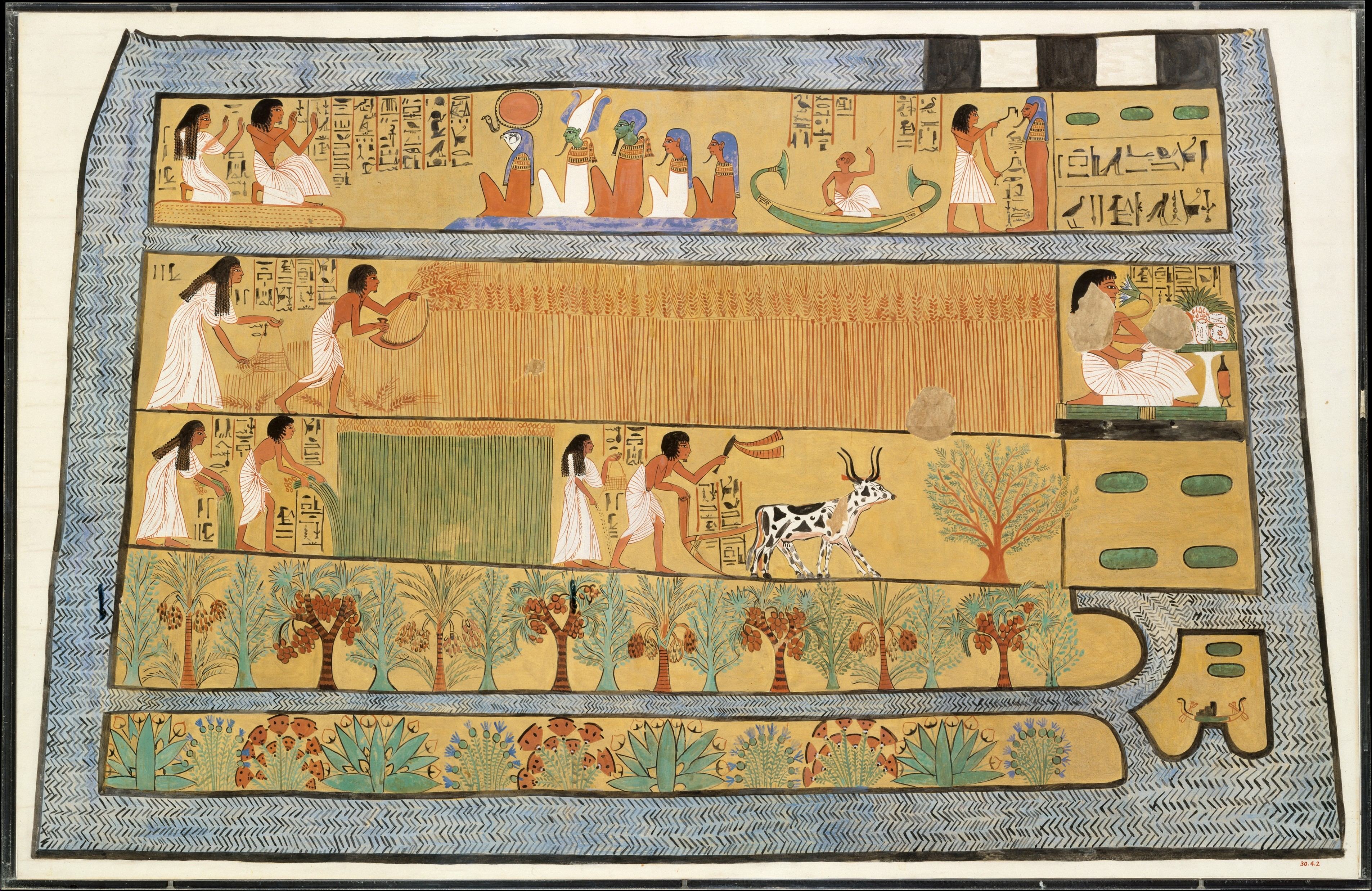
Сеннеджем и его жена Юнеферти в полях Иару, Копия рисунка из гробницы Дейр эль-Медины, ок. 1295—1213 годы до н. э.

Поля Иалу или Иару (егип. Sḫt-j3rw «поля камыша», «поля тростника») — в древнеегипетской мифологической традиции часть загробного мира (Дуата), в которой праведники (или их Ка) обретают вечную жизнь и блаженство после суда Осириса. Прошедшего суд Осириса умершего проводит бог-хранитель Шаи в поля Иалу, путь к которым преграждают врата Тота. Чтобы их отворить, следовало произнести заклинание:

Дайте путь мне. Я знаю [вас]. Я знаю имя [вашего] бога-хранителя. Имя врат: «Владыки страха, чьи стены высоки <…> Владыки гибели, произносящие слова, которые обуздывают губителей, которые спасают от гибели того, кто приходит». Имя вашего привратника: «Тот, кто [вселяет] ужас».

В полях Иалу покойный получал жизнь, какую он вёл на земле, но обильнее и богаче. Умершего должны были замещать на работах ушебти, оставляемые в гробнице. От имени покойного над ушебти произносили или записывали на них заклинания с перечислением всех работ. В 109-й главе «Книги мёртвых» говорится, что Иалу окружают стены из бронзы, ячмень растёт высотой в 4 локтя (1 локоть ≈ 0,5 м), полба высится на 9 локтей. Виньетка одной из глав «Книги мёртвых» изображает поля Иалу прорезанными полноводными каналами.
В «Текстах пирамид» понятия о полях Иалу и Дуате, по верованиям Древнего царства на востоке, практически сливаются. С укреплением культа Ра, с эпохи Среднего царства в представлении древних египтян Поля Иалу стали представляться не на небесах, а под землёй, на западе. К концу Среднего царства с Осирисом отождествляется любой умерший, а не только фараон, а поля Иалу представляются как «оазис» в Дуате, куда попадает прошедший суд Осириса умерший. Согласно древнеегипетской мифологии, ящик с телом Осириса его жена Исида обнаружила в зарослях камыша в Дельте Нила.
Олицетворявший модель мира храм по архитектурным канонам символизировал определённые религиозные представления древних египтян: потолок означал небо, стены — поля Иалу, пол — загробное царство.
Поля Иалу стали прообразом Елисейских полей (Элизиума) в древнегреческой мифологии.